# Académie des beaux-arts Eugeniusz-Geppert
L'Académie des beaux-art Eugeniusz Geppert (polonais : Akademia Sztuk Pięknych im. Eugeniusza Gepperta we Wrocławiu) est un établissement d'enseignement supérieur polonais. Ses 4 département sont : peinture et sculpture ; média et arts graphiques ; design et architecture intérieure ; céramique et verre.

## Anciens noms
- 1876-1932 : Académie nationale des arts et métiers de Breslau
- 1946-1949 : Collège des Beaux-Arts
- 1949-1996 : Collège d'état des Beaux-Arts
- 1996-2008 : Académie des Beaux-Arts de Wrocław

## Anciens professeurs
- Carlo Mense
- Adolf Rading
- Georg Muche
- Hans Scharoun

## Anciens élèves
- Natalia LL

## Galerie

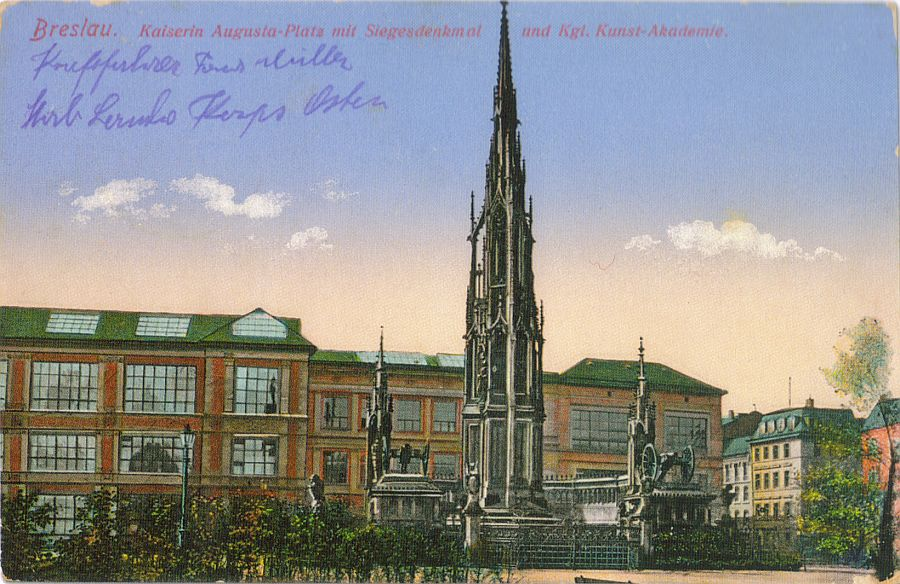
L'Académie nationale des arts et métiers de Breslau en 1916
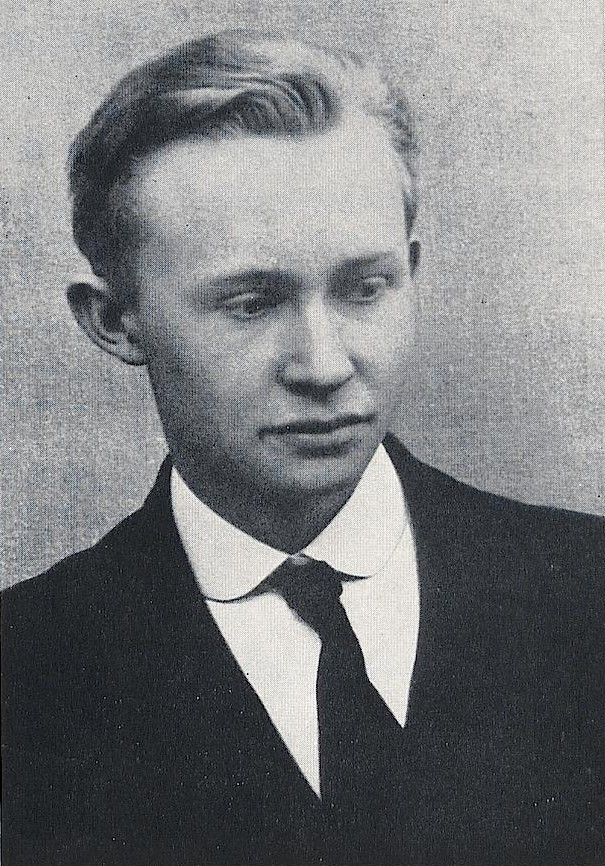
Georg Muche
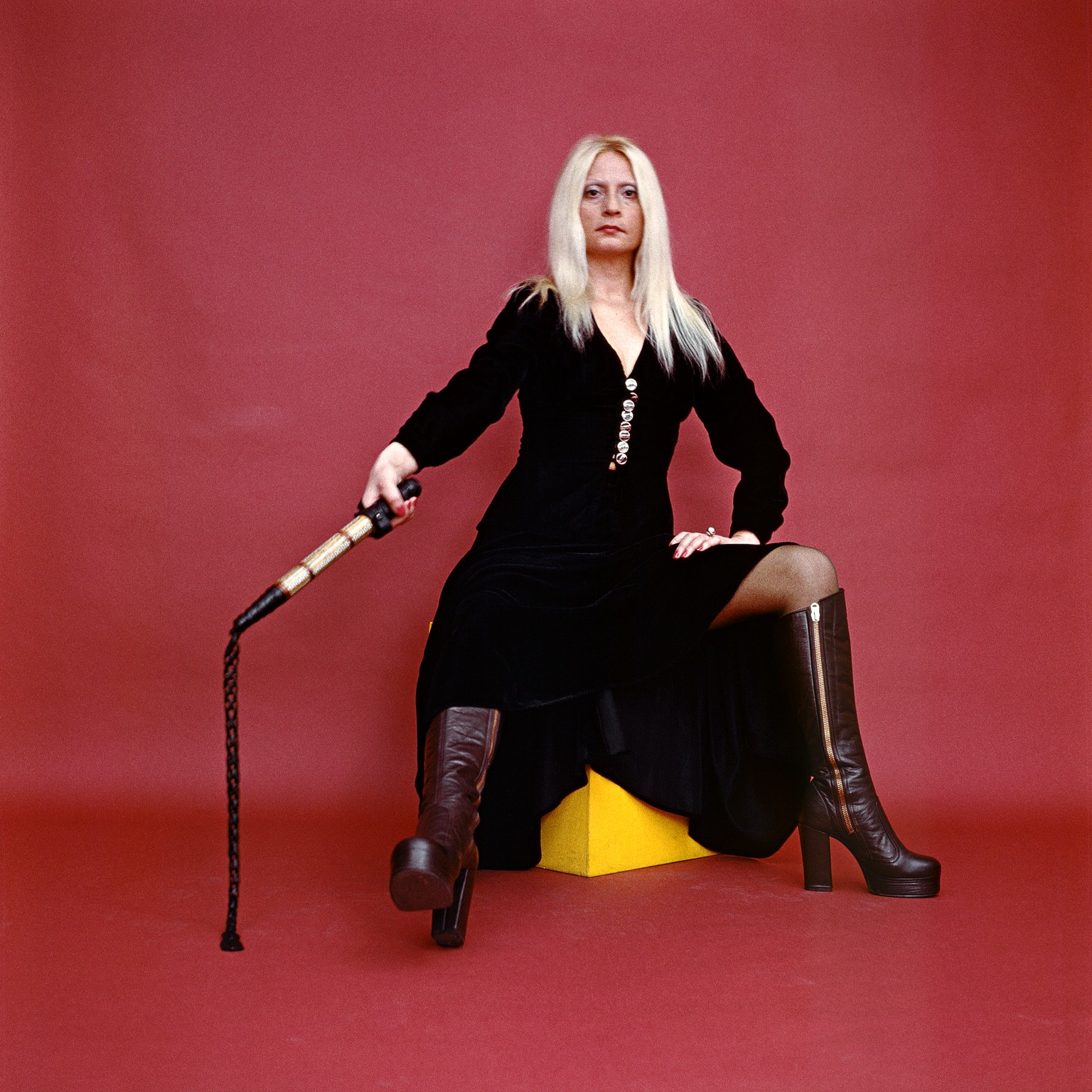
Natalia LL